# パウロ・ルイス・ベラウド・サントス
パウリーニョ（Paulinho）ことパウロ・ルイス・ベラウド・サントス（Paulo Luiz Beraldo Santos、1988年6月14日 - ）は、ブラジル・サンパウロ州グアルーリョス出身のサッカー選手。ポジションはフォワード（FW）。

## タイトル

### クラブ
フラメンゴ-SP
- カンピオナート・パウリスタ・セリエA3：1回 (2008)

CRフラメンゴ
- コパ・ド・ブラジル：1回 (2013)
- カンピオナート・カリオカ：1回 (2014)

サントス
- カンピオナート・パウリスタ：1回 (2016)

ヴィトーリア
- カンピオナート・バイアーノ：1回 (2017)

### 個人
- コパ・パウリスタ 得点王：1回 (2011)